# Vela nos Jogos Olímpicos de Verão de 1920 - 7 Metre
As provas da classe 7 Metre da vela nos Jogos Olímpicos de Verão de 1920 ocorreram entre 7 e 9 de julho daquele ano em Oostende, cidade costeira da Bélgica. Quatro corridas foram programadas em cada tipo. No total, oito velejadores, em dois barcos, de duas nações inscritas competiram.

## Calendário
| ● | Competições desportivas | ● | Finais |

| Data                      | Julho | Julho | Julho | Julho  |
| Data                      | 7 Qua | 8 Qui | 9 Sex | 10 Sáb |
| ------------------------- | ----- | ----- | ----- | ------ |
| 7 Metre                   | ●     | ●     | ●     | ●      |
| Total de medalhas de ouro |       |       |       | 1      |

## Configuração do curso
O seguinte percurso foi usado durante as regatas olímpicas de 7 Metre de 1920 em todas as duas corridas:

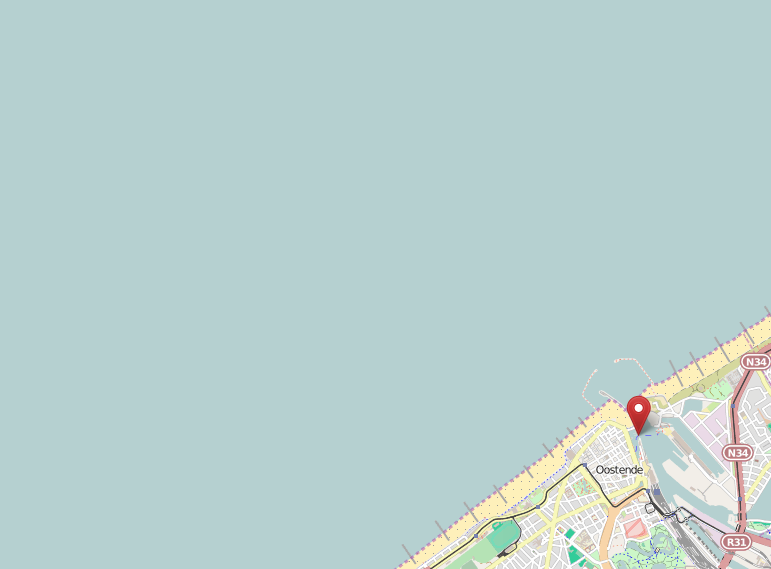
Área do curso

## Medalhistas
O grupo britânico Cyril Wright, Dorothy Wright, Robert Coleman e William Maddison consolidou-se na primeira colocação após as três corridas. A medalha de prata ficou com os noruegueses Johan Faye, Sten Abel, Christian Dick e Niels Nielsen.
|  | GBR Grã-Bretanha                                            |  | NOR Noruega                                       |  |        |
|  | Cyril Wright Dorothy Wright Robert Coleman William Maddison |  | Johan Faye Sten Abel Christian Dick Niels Nielsen |  | nenhum |

## Resultados
Estes foram os resultados da competição:
| Pos.             | Embarcação           | Tripulação                                                  | 1ª regata | 1ª regata | 2ª regata | 2ª regata | 3ª regata | 3ª regata | Final |
| Pos.             | Embarcação           | Tripulação                                                  | Pos.      | Pontos    | Pos.      | Pontos    | Pos.      | Pontos    | Final |
| ---------------- | -------------------- | ----------------------------------------------------------- | --------- | --------- | --------- | --------- | --------- | --------- | ----- |
| Medalha de ouro  | Ancora · Reino Unido | Cyril Wright Dorothy Wright Robert Coleman William Maddison | 2         | 2         | 1         | 1         | 1         | 1         | 4     |
| Medalha de prata | Fornebo · Noruega    | Johan Faye Sten Abel Christian Dick Niels Nielsen           | 1         | 1         | 2         | 2         | 2         | 2         | 5     |